# المؤمل بن الحسن
المؤمل بن الحسن بن عيسى بن ماسرجس أبو الوفاء النيسابوري، الماسرجسي، الإمام المحدث شيخ نيسابور، من أئمة ورواة الحديث وهو ثقة، كان يضرب به المثل في ثروته وسخائه وشجاعته ، وكان أبوه من أحشم النصارى ، فأسلم على يد ابن المبارك ، ولم يلحق المؤمل الأخذ عن والده، مات المؤمل في ربيع الآخر سنة تسع عشرة وثلاثمائة وكان من أبناء الثمانين.

## روايته للحديث النبوي
- فسمع من إسحاق الكوسج ، ومحمد بن يحيى ، والحسن بن محمد الزعفراني ، وأحمد بن منصور الرمادي ، وخلق من طبقتهم .
- حدث عنه : ابناه أبو بكر محمد ، وأبو القاسم علي ، وأبو إسحاق المزكي ، وأبو محمد المخلدي ، وأبو الحسن محمد علي بن سهل الماسرجسي الفقيه وآخرون .
- الجرح والتعديل: قال أبو سعد السمعاني : شيخ نيسابور في عصره، كمال عقل وسخاء وكرم. وأثنى عليه عبد الحي بن العماد الحنبلي في الشذرات.